# ۱۵۹۹ (میلادی)
۱۵۹۹ (میلادی) هزار و پانصد و نود و نهمین سال تقویم میلادی است.

## رویدادها
- نوامبر - سفارت ایران در اروپا (۱۶۰۲–۱۵۹۹).

## زادگان

### ۱۳ فوریه
- ۱۳ فوریه - الکساندر هفتم، پاپ کلیسای کاتولیک رم از ۱۶۵۵ تا ۱۶۶۷ میلادی. (درگذشتهٔ ۱۶۶۷)

### مارس
- ۲۲ مارس - آنتونی ون دایک، نقاش بلژیکی. (درگذشتهٔ ۱۶۴۱)

### آوریل
- ۲۵ آوریل - الیور کرامول، سیاستمدار و نظامی اهل انگلستان. (درگذشتهٔ ۱۶۵۸)

### ژوئن
- ۶ ژوئن - دیه‌گو ولاسکس، نقاش اهل اسپانیا. (درگذشتهٔ ۱۶۶۰)

### اوت
- ۲۸ اوت - زیرا یکوب، فیلسوف اهل اتیوپی. (درگذشتهٔ ۱۶۹۲)

### سپتامبر
- ۲۴ سپتامبر - آدام اولئاریوس، پژوهشگر، ریاضی‌دان و جغرافی‌دان اهل آلمان. (درگذشتهٔ ۱۶۷۱)
- ۲۵ سپتامبر - فرانچسکو بورومینی، معمار اهل ایتالیا. (درگذشتهٔ ۱۶۶۷)

### اکتبر
- ۲۸ اکتبر - مریم متجلی، راهبهٔ فرانسوی. (درگذشتهٔ ۱۶۷۲)

### نوامبر
- ۱۵ نوامبر - ورنر رولفینک، دانشمند اهل آلمان. (درگذشتهٔ ۱۶۷۳)
- ۳۰ نوامبر - آندره‌آ ساکی، نقاش اهل ایتالیا. (درگذشتهٔ ۱۶۶۱)

## درگذشتگان

### ژانویه
- ۱۳ ژانویه - ادموند اسپنسر، شاعر بریتانیایی. (زادهٔ ۱۵۵۲)

### فوریه
- ۷ فوریه -  ماتسودایرا ماتسوچیو، هفتمین پسر توکوگاوا ایه‌یاسو اهل ژاپن. (زادهٔ ۱۵۹۴)

### آوریل
- ۲۰ آوریل - میابه کیجون، راهب تندای از کوه هیئی اهل ژاپن. (زادهٔ ۱۵۲۸)
- ۲۷ آوریل - مائدا توشی‌ایه، سامورایی اهل ژاپن. (زادهٔ ۱۵۳۸)
- ۳۰ آوریل - ماتسورا تاکانوبو، سامورایی اهل ژاپن. (زادهٔ ۱۵۲۹)

### مه
- ۲۲ مه - مراد میرزا، یک شاهزادهٔ تیموری هند و دومین پسر باقی‌ماندهٔ امپراتور اکبر کبیر از  سلیمه سلطان بیگم. (زادهٔ ۱۵۷۰)

### ژوئیه
- ۶ ژوئیه - کوآن یول، فرمانده کل قوا در تهاجم ژاپن به کره اهل پادشاهی چوسان. (زادهٔ ۱۵۳۷)

### سپتامبر
- ۱ سپتامبر - کرنلیس دو هوتمن، کاوشگر هلندی. (زادهٔ ۱۵۶۵)
- ۱۱ سپتامبر - بئاتریچه چنچی، نجیب زادهٔ رومی. (زادهٔ ۱۵۷۷)

### نوامبر
- ۲۲ نوامبر - نانبو نوبونائو، یک دایمیو در دوره سنگوکو از اهالی ژاپن. (زادهٔ ۱۵۴۶)